# Io piaccio
Io piaccio, o La via del successo... con le donne, è un film del 1955 diretto da Giorgio Bianchi.

## Trama
Il professor Maldi, ricercatore per conto della società del commendator Tassinetti, sperimenta su vari animali, e in particolar modo sul cappone Gildo, un suo preparato che dovrebbe infondere coraggio agli uomini; pressato da Tassinetti, che non vuole acquistargli un centrifugatore svizzero, Maldi decide di sperimentare su di sé l'ultima versione del suo composto, senza aspettare di conoscerne la reazione sul cappone.
Ben presto, il timido Maldi si ritrova desiderato da tutte le donne che incontra, in special modo da Doriana, amante di Tassinetti, ma anche dalle mogli di Tassinetti e di un imprenditore cui il commendatore vorrebbe chiedere un finanziamento: piuttosto che coraggio, la sua scoperta fornisce un irresistibile fascino per ventiquattro ore. Subodorato l'affare, Tassinetti decide di investire sulla scoperta di Maldi, producendo il "Fascinol" a livello industriale, anche per potersi fare perdonare dall'amante. Tuttavia, quando il cappone Gildo viene trovato senza vita nella gabbia, il timore che il "Fascinol" sia un elisir mortale spegne gli entusiasmi, mentre una serie di equivoci, in buona parte causati dal guardiano Nicolino, accompagnano la storia verso l'epilogo, che vede Sandra, assistente di laboratorio da sempre innamorata di Maldi, trovare il coraggio di dichiararsi a lui, e di decidere assieme di rifiutare l'affare del "Fascinol", poiché i sentimenti non possono essere qualcosa di producibile artificialmente.

## Accoglienza

### Critica
(FantaFilm)